# Jaguar R5
A Jaguar R5 egy Formula–1-es versenyautó, amelyet a 2004-es Formula–1-es szezonban használt a Jaguar Racing csapat. Pilótái Mark Webber és Christian Klien voltak. Ez volt a csapat utolsó autója, mielőtt eladásra került volna és át nem nevezték Red Bull Racing-re.

## Áttekintés
Először a barcelonai teszteken gurult vele pályára a csapat. Nagyobb átalakítást az év végén kapott, amikor a könnyebb kasztnival rendelkező R5B variáns bemutatkozott - eredetileg Olaszországban szerették volna bevetni, de elhalasztották. Webber Japánban vezette a szabadedzéseken, majd Brazíliában az egész hétvégén, Klien pedig csak Kínában.
Viszonylag jó autó volt az előző évekhez képest, Webber többször is pontot szerzett vele, köztük a német nagydíjon egy hatodik helyet is elért. Klien egész évben csak egyszer, Belgiumban szerzett pontot, de akkor mindjárt a hatodik helyen ért célba. Ezzel a csapat a konstruktőri hetedik helyen zárta az évet.
Monacóban a csapat különleges, az Ocean's Twelve című film bemutatóját népszerűsítő festéssel készült. Ennek különlegessége volt, hogy az autók orrára egy-egy, egyenként háromszázezer dollár értékű Steinmetz-gyémántot erősítettek. Klien rögtön a verseny első körében nekiment a szalagkorlátnak a Loews-hajtűkanyarban és a gyémánt leesett róla, ami a mai napig sincs meg.
Miután a Red Bull 2004 novemberében vette meg a csapatot, a legelső teszteken ezt az autót vetették be, de már új festéssel. A Red Bull R5-nek is nevezett festés leginkább egy energiaitalos dobozra emlékeztett a sok világosszürke színnel.
A Jaguar R5-öst a BOSS GP versenysorozatban is használták 2011-ben. 2017-ben az autó csúnyán megsérült, de megjavították, és 2019-től ismét versenyez.

## Eredmények
| Év   | Csapat | Motor         | Gumik | Pilóták         | 1   | 2   | 3   | 4   | 5   | 6   | 7   | 8   | 9   | 10  | 11  | 12  | 13  | 14  | 15  | 16  | 17  | 18  | Pontok | Helyezés |
| ---- | ------ | ------------- | ----- | --------------- | --- | --- | --- | --- | --- | --- | --- | --- | --- | --- | --- | --- | --- | --- | --- | --- | --- | --- | ------ | -------- |
| 2004 | Jaguar | Cosworth CR-6 | M     |                 | AUS | MAL | BHR | SMR | ESP | MON | EUR | CAN | USA | FRA | GBR | GER | HUN | BEL | ITA | CHN | JPN | BRA | 10     | 7.       |
| 2004 | Jaguar | Cosworth CR-6 | M     | Mark Webber     | KI  | KI  | 8   | 13  | 12  | KI  | 7   | KI  | KI  | 9   | 8   | 6   | 10  | KI  | 9   | 10  | KI  | KI  | 10     | 7.       |
| 2004 | Jaguar | Cosworth CR-6 | M     | Christian Klien | 11  | 10  | 14  | 14  | KI  | KI  | 12  | 9   | KI  | 11  | 14  | 10  | 13  | 6   | 13  | KI  | 12  | 14  | 10     | 7.       |